# Дніпропетровський коледж автоматики та телемеханіки
Дніпропетровський коледж автоматики та телемеханіки — колишній освітній, вищий навчальний заклад у Соборному районі Дніпропетровську.
Був розташований у Нагірному районі за адресою вулиця Дзержинського 2/4 на розі проспекту Карла Маркса (сучасний проспект Яворницького).
Історія коледжу почалася з організації Дніпропетровського гірничого технікуму Міністерства вугільної промисловості західних районів СРСР після Другої світової війни. У 1946 році було прийняте рішення про будівництво навчального корпусу технікуму на розі вулиці Дзержинського й проспекту Карла Маркса, на місці спаленого у 1943 році Дніпропетровської обласної державної публічної бібліотеки й Дніпропетровського архівного управління, що було розміщено у так званому будинку Тавровського. Проєкт навчального корпусу був зроблений архітектором Л. Вітвицьким, а проєкт гуртожитку — Л. Назарцем. Вже у 1948 році БУ-3 треста «Харківтопбуд» розпочав підготовчі роботи.
Основний навчальний корпус технікуму був у 47 500 м3 площі й 5 поверхів заввишки; мав гранітне облицювання цоколя, конференц-зал на 700 місць й кінотеатр. До навчального корпусу примикав корпус гуртожитку на 600 студентів з їдальнею, навчальними майстернями й спортзалом. У 1950 році було завершено будівництво навчального корпусу, а гуртожиток завершили у середині 1950-х років.
Гірничий технікум згодом був перетворений на Дніпропетровський технікум автоматики та телемеханіки. За часів перебудови його перейменували на Дніпропетровський коледж автоматики та телемеханіки. Коледж проіснував до 1996 року. Із 2014 року будівля використовується як головний корпус Університету митної справи та фінансів.

## Відомі випускники
- У 1956 році Дніпропетровський гірничий технікум закінчив Йосип Кобзон[3];

- Дудля Микола Андрійович — професор Дніпровської політехники.